# Xavier Marchand
Xavier Marchand (Deauville, 4 augustus 1973) is een Frans voormalig wisselslagzwemmer, die deelnam aan de Olympische Zomerspelen van 1996 en 2000.

## Carrière
Nadat hij in de Verenigde Staten aan de Auburn University studies volgde, nam Marchand deel aan zijn eerste Olympische Spelen in 1996 in Atlanta, Georgia. Hij won zijn eerste internationale medaille (zilver) in 1997, op de Europese kampioenschappen zwemmen 1997 op de 200 meter individuele wisselslag, waar hij tweede werd achter de Nederlander Marcel Wouda. Hij won de zilveren medaille op de 200 meter individuele wisselslag voor heren op de Wereldkampioenschappen zwemmen 1998 in Perth (Australië).

## Persoonlijk leven
Marchand is getrouwd met de voormalige Franse Olympische zwemster Céline Bonnet. Hun oudste zoon, Léon Marchand, is viervoudig Olympisch kampioen en wereldrecordhouder 400 meter wisselslag op de langebaan. Zijn oudere broer Christophe Marchand is ook een voormalig zwemmer.